# Hypogastrura neglectus
Hypogastrura neglectus is een springstaartensoort uit de familie van de Hypogastruridae. De wetenschappelijke naam van de soort is voor het eerst geldig gepubliceerd in 1902 door Börner.